# Herrauðr
Herrauðr, Herraud, Herröðr, Herruðr, Herrud, Herothus o Heroth (n. 745) es un personaje legendario de las sagas nórdicas; aparece como un caudillo vikingo, jarl o rey de Östergötland, Suecia según las fuentes, especialmente aquellas relacionadas con Ragnar Lodbrok (Ragnarssona þáttr, Ragnars saga loðbrókar y Krákumál) y Gesta Danorum (Libro IX). También tiene una saga propia Bósa saga ok Herrauðs.
Su rol principal en la leyenda es como padre de Þóra Borgarhjörtr, a quien dio uno o dos lindworms que crecieron hasta el punto que nadie se podía acercar a ella y tuvo que prometer la mano de la princesa a quien pudiera liberarla y matar a las bestias. Fue Ragnar Lodbrok quien se obligó a liberar a la muchacha y casarse con ella. Bósa saga ok Herrauðs funciona  como un precuela del resto de sagas, detallando el origen de un lindworm.
En Krákumál, un agonizante Ragnar Lodbrok canta que ningún jarl más famoso que Herröðr pudo gobernar su drakkar para llegar a buen puerto. En Egils saga einhenda ok Ásmundar berserkjabana Herraud es un rey de Hunaland.

## Bósa saga ok Herrauðs
Bósa saga ok Herrauðs menciona que Herrauðr era hijo del rey Hring de Östergötland, Suecia de quien se dice que es hijo de Gauti, hijo de Odín y hermanastro de Gautrek el Generoso (el personaje principal de la saga de Gautrek), aunque cronológicamente no coincide ya que Hring es contemporáneo del rey de Dinamarca y Suecia, Harald Hilditonn.

## Ragnarssona þáttr
En Ragnarssona þáttr, Herrauðr es jarl de Götaland y vasallo de Ragnar Lodbrok (esto encaja con Bósa saga ok Herrauðs ya que Sigurd Ring, el victorioso rey de la batalla de Brávellir, había muerto y le sucedió Ragnar).

## Gesta Danorum
En Gesta Danorum, libro IX, Herodd es rey de Suecia. 